# Władysław Król (lekarz)
Władysław Wojciech Król (ur. 20 kwietnia 1915, zm. 19 listopada 1985) – polski kardiolog, profesor dr nauk medycznych.
W 1945 uzyskał dyplom lekarza, a w 1947 obronił pracę doktorską Ocena wartości pomiarów ciśnienia żylnego na podstawie własnych badań klinicznych. Od 1954 był docentem, a od 1969 profesorem. Przez pewien czas był asystentem Juliana Aleksandrowicza na Wydziale Lekarskim Uniwersytetu Jagiellońskiego. W 1965 po śmierci Leona Tochowicza przejął kierownictwo I Kliniki Chorób Wewnętrznych w Krakowie, a po zmianach organizacyjnych od 1969 kierował także Kliniką Kardiologii Ogólnej. Przeszedł na emeryturę w 1985, krótko przed śmiercią. Wchodził w skład Zarządu Głównego Polskiego Towarzystwa Kardiologicznego w latach 1972-1973 i 1976-1983.
Zorganizował jeden z pierwszych w Polsce południowej Oddział Intensywnej Terapii Kardiologicznej, zapoczątkował również wszczepianie rozruszników.
Uchwałą Rady Państwa z dnia 22 lipca 1953 r. „Za zasługi w pracy dydaktycznej i naukowej w dziedzinie medycyny” odznaczony został Srebrnym Krzyżem Zasługi. Został pochowany na Cmentarzu Salwatorskim w Krakowie (Sektor: SC7, Rząd: 3, Nr grobu: 4).